# جنرال سانتوس
جنرال سانتوس (بالإنجليزية: City of General Santos) هي مدينة عالية التحضر، تتبع جنوب كوتاباتو، و سوككسكسارجين ، بلغ عدد سكانها 538٬086  نسمة، في 2010، تبلغ مساحتها 492٫86 كيلومتر مربع، رمزها البريدي هو 9500.

## الموقع
تشترك في الحدود مع:
- مالونجون
- آلابيل
- مالاباتان

## مدن توأم
المدن التوأم:
- ناغا.

## أعلام
- رولاندو نافاريتي
- مارفين سونسونا
- جلين دونيري
- جيرالد أندرسون